# پنبه‌ای‌کپک‌سانان
پنبه‌ای‌کپک‌سانان (نام علمی: Saprolegniales) نام یک راسته از رده آب‌کپک است.